# 2020年代臺灣
| 世紀： | 20世紀臺灣 \| 21世紀臺灣 \| 22世紀臺灣                                                                                                   |
| 年代： | 1990年代臺灣 \| 2000年代臺灣 \| 2010年代臺灣 \| 2020年代臺灣 \| 2030年代臺灣 \| 2040年代臺灣 \| 2050年代臺灣                             |
| 年份： | 2020年臺灣 \| 2021年臺灣 \| 2022年臺灣 \| 2023年臺灣 \| 2024年臺灣 \| 2025年臺灣 \| 2026年臺灣 \| 2027年臺灣 \| 2028年臺灣 \| 2029年臺灣 |

2020年代，是台灣在解除戒嚴令後的第四個十年，相當於民國紀元為109年至118年。2020年代臺灣是繼1990年代後，臺灣經濟持續增長的黃金年代，國內人均生產毛額與證券市場加權指數受惠於2020年代初期對COVID-19的有效控制、中美貿易爭端、以台灣積體電路製造為首的半導體產業成長，連年創下歷史新高。在政治外交上，統治臺灣的中華民國政府由民主進步黨連續執政，臺灣與美國的關係在數個美國國會涉臺新法案授權下，持續深化1970年代末斷交以來最佳的雙邊合作關係。

## 大事紀
- 2020年1月11日：中華民國舉行第10屆立法委員選舉及第15屆總統、副總統選舉，結果由民主進步黨蔡英文當選，並以817萬票創下中華民國總統選舉史上最高票紀錄。
- 2020年3月26日：美國總統川普簽署簡稱為台北法案的2019年台灣友邦國際保護及加強倡議法，授權美國行政部門協助台灣提升外交關係並增強美台雙邊經貿關係。[2]
- 2020年6月6日：高雄市市長韓國瑜罷免案通過，韓國瑜成為中華民國史上第一位遭罢免的直轄市市長。
- 2020年7月27日：代表台灣股票市場走勢的臺灣證券交易所加權指數首次突破1990年2月12日三十年來的歷史高點，以12686.36點創下歷史新高。[3]
- 2021年1月1日：開放含萊克多巴胺的豬肉及內臟進口中華民國的行政命令正式施行[4]。
- 2022年1月1日：2021年臺灣國內人均生產毛額首次超越三萬美金。[5]
- 2022年8月2日：美國眾議院議長南西·裴洛西出訪亞洲期間到訪台灣[6][7]。
- 2022年9月14日：美國參議院外交委員會通過台灣政策法，在外交、軍事等領域上提升台灣與美國的合作關係。[8][9]
- 2023年7月25日：美國眾議院通過台灣國際團結法案，該案主張聯合國大會第2758號決議不涉及台灣，授權美國聯邦政府反制中國在國際組織對台灣的主權主張。[10]
- 2023年11月28日：臺灣證券交易所加權指數自1992年以來，首度以17341.25點超越香港恆生指數。[11]
- 2024年1月13日：中華民國舉行第11屆立法委員選舉及第16屆總統、副總統選舉，結果由民主進步黨賴清德當選。
- 2024年9月9日：美國眾議院通過台灣衝突嚇阻法案，若中國對台發動攻擊、禁運、抵制等行為時，將公布並凍結中國領導階層及其親屬在美國的資產。[12]
- 2024年10月24日：歐洲聯盟歐洲議會繼美國眾議院、荷蘭眾議院、澳洲參議院後，通過聯合國大會第2758號決議不涉及台灣主權，反對中國主張該決議同意中國享有台灣主權。[13]
- 2024年11月25日：台灣棒球國家代表隊，在世界棒球12強賽決賽上以4:0擊敗日本，奪下成棒隊1950年代成立以來首座世界性一級賽事的冠軍。[14][15]

## 交通

### 公路
- 2020年1月6日下午4點：台9線蘇花改的南澳－和平段及和中－大清水段通車，並開放小客車及大客車通。
- 2020年1月22日：台61線新豐一交流道－竹4線平交路口主線通車。
- 2020年3月19日：台61線新豐一交流道北出南入匝道、新豐溪橋側車道通車。
- 2020年9月14日：台61線新豐二交流道通車。
- 2021年2月7日：台61線首座休息站，位於雲林縣口湖鄉的口湖休息站，正式開幕[16]。
- 2021年10月25日：台61線八里一交流道－八里二交流道主線、銜接台64線（南出北入）通車。
- 2023年1月9日：國道2號甲線大園交流道至省道台15線正式通車，未來路段規劃延伸至省道快速公路台61線。
- 2023年1月16日：國道4號（台中環線）豐原潭子段正式通車，全線配合國道一、三號及省道快速公路台74線串連台中都會區高快速公路環狀路網。
- 2024年4月3日：蘇花公路因403花蓮大地震造成多處落石及大清水隧道 (蘇花公路)南方出口陸橋坍方，且台8線中橫公路也有多處山崩與落石，地震發生後宜蘭來往花蓮道路全線中斷，並由交通部公路局實施出入管制與後續道路修復事宜，4月6日晚上6點後蘇花公路有條件開放小型車(5噸以下)、機車通行。[17][18][19][20]

### 鐵路
- 2020年1月3日：成追線雙軌化全部完工啟用。
- 2020年6月22日，台中車站第2月台B側(第四股道)、第三月台(第五股道)完工[21]。
- 2020年8月18日，台中車站第2月台B側(第四股道)、第三月台(第五股道)啟用。
- 2020年12月20日：南迴鐵路電氣化通車，為臺灣鐵路環島電氣化最後一哩路，普悠瑪號及推拉式自強號正式投入南迴線營運[22]。
- 2021年3月25日：南迴線新建利嘉溪橋完工通車。
- 2021年4月4日：EMU900型電聯車投入營運。
- 2021年9月5日：枋寮車站第一月台啟用[23]
- 2021年11月26日：EMU300型電聯車退出營運。
- 2021年12月29日：EMU3000型電聯車投入營運。
- 2021年12月31日：Happy Cash結束台鐵電子票證乘車服務。
- 2022年3月28日：EMU1200型電聯車退出營運。
- 2022年3月29日：復興號列車終止營運，EMU1200型電聯車終止定期班次營運。
- 2022年5月1日：因臺灣鐵路企業工會、臺灣鐵路產業工會、火車駕駛員聯誼會不滿交通部強制推動公司化草案，草案中無任何一條關於安全改革之條文，認為交通部透過公司化規避《國有財產法》，欲將台鐵土地變相給財團使用，且適逢勞動節，臺鐵所有表定列車班次於當日全面停駛，是34年來首度於無颱風等天災的情況下全日停駛，但仍臨時機動開行18列次區間（快）車，涵蓋環島鐵路幹線，並另開行稱為類火車的臨時公路客運接替運輸。
- 2022年5月31日：新馬車站因2018年宜蘭普悠瑪列車出軌事故將進行路線改善，將暫停辦理客運業務，預計為期兩年[24]。
- 2022年6月29日：折疊門莒光號全數退出定期運用，剩餘的莒光號班次皆為自動門莒光號車廂。
- 2023年4月26日：DR2800、DR2900、DR3000型柴聯車終止定期班次營運。
- 2024年1月1日：臺灣鐵路管理局正式公司化，改制為國營臺灣鐵路股份有限公司[25]。
- 2024年6月2日：溫厝廍溪橋改建工程完工通車。
- 2024年8月1日： 推出「電子定期票」[26]。
- 2024年8月19日：取消電子票證9折優惠，改採「常客回饋」方案[27]。
- 2024年9月30日：E500型電力機車啟航儀式在七堵車站舉辦，啟航列車為121次自強號由七堵開往潮州，未來將取代E1000型電力機車作為推拉式自強號的動力來源[28]。
- 2024年11月30日：鳳鳴車站臨時站完工通車。

### 捷運
- 2020年1月19日：台北捷運環狀線的新北產業園區站－大坪林站路段，試營運[29]。
- 2020年1月31日：台北捷運環狀線的新北產業園區站－大坪林站路段通車，免費試乘至3月1日。
- 2020年11月16日：臺中捷運綠線為期一個月試營運持悠遊卡、一卡通、icash2.0可免費搭乘；營運時間為每日07時至20時，12月7日至15日營運時間調整為每日6時至24時[30]。
- 2020年11月21日：臺中捷運綠線當日上午因列車故障導致大慶-高鐵台中站間停駛，後查明為發生「車廂間半永久連接器牽引裝置軸心」斷裂，屬於重大故障，須檢測所有列車，自11月22日起暫停試營運[31]；後於2021年3月25日再度開始試營運[32]。
- 2021年4月25日：臺中捷運綠線當日中午12時正式通車。
- 2024年4月3日：因0403花蓮地震影響，環狀線「中原-板新」鋼箱梁位移造成軌道錯位，暫停營運。4日，新北市政府宣布將採3階段恢復通車，「板橋-新北產業園區」先行恢復通車，單線雙向運轉。7日，經結構安全檢測後「大坪林－中和」恢復通車，軌道錯位的「中和－板橋」待維修，接駁公車營運時間為上午6時至晚間12時。[33][34][35][36]。恢復通車的新北產業園區－板橋班距為23分鐘/班，中和－大坪林班距為10分鐘/班。
- 2024年4月24日，新北市政府表示環狀線「中和－板橋」維修需長達1年，修復工程費用新臺幣4.42億元。[37]新北市長侯友宜於7月15日表示希望年底如期通車。[38]
- 2024年6月30日：高雄捷運紅線岡山路竹延伸線第一階段岡山高醫站（R24）至岡山車站（RK1）中午12時正式試營運，開放搭乘[39]。
- 2024年12月12日，上午宣布當日中午12時提前恢復環狀線西環段全線恢復通車[40]。

### 輕軌
- 2020年11月15日：新北捷運淡海輕軌藍海線的淡水漁人碼頭站－台北海洋科技大學路段通車。
- 2021年1月12日：高雄捷運環狀輕軌，C15至C17及C32至C37等9站通車[41]
- 2021年12月16日：高雄捷運環狀輕軌第二階段（C17鼓山區公所站至C20臺鐵美術館站）17點正式通車[42][43]。
- 2022年10月5日：高雄捷運環狀輕軌第二階段（C21A內惟藝術中心至C24愛河之心）通車[44]
- 2023年2月10日：新北捷運安坑輕軌通車試營運[45]。
- 2024年1月1日：高雄捷運環狀輕軌第二階段(C25新上國小至C31聖功醫院）通車[46]。環狀輕軌自此全線通車正式成圓，營運路線將達22.1公里，服務範圍由現行31站增為38站[47][48]。

## 災害

### 地震
- 2024年4月3日7時58分，中央氣象局偵測到花蓮縣政府南南東方25.0公里處發生芮氏規模7.2強震，造成全台13死1145傷、6人失聯。[49][50][51][52][53]

### 空難
- 2020年1月2日：空軍一架UH-60黑鷹直升機於新北市烏來區山區墜毀，機上13人中，包含參謀總長沈一鳴、國防部政治作戰局副局長親文、情報參謀次長室助理次長洪鴻鈞在內8人罹難，另5人受傷。[54][55]

### 鐵路重大死傷事故
- 2023年5月10日12時30分左右接獲通報，臺中捷運綠線一列開往高鐵臺中站的列車於南屯區豐樂公園站遭附近興富發建設建案「文心愛悅」墜落之工程吊臂擊中，造成1死（1女）10傷(5男3女)及一列車(車組03/04，04端遭擊受損)，後續分別送往中山醫院、林新醫院、台中醫院、中國附醫[56][57][58]。隔日5月11日上午5時許完成全線巡軌作業，確認軌道及各項系統正常，6時各首班車準點發車，全線已正常營運。[59]

#### 臺鐵重大死傷事故
- 2021年4月2日，臺鐵408次太魯閣號疑遭路線上方未停妥之車輛滑落撞擊，上午9時28分於北迴線清水隧道出軌，造成49人死亡、247人受傷。[60][61][62][63]

### 爆炸
- 2025年2月13日，位於臺中市的新光三越百貨中港店發生氣爆意外，造成4死39傷[64]。

### 火災
- 2021年10月14日，高雄市鹽埕區之城中城大樓於凌晨二時許發生火警，造成46人死亡[65]、43人受傷[66]，為臺灣自1995年衛爾康餐廳大火後死亡人數最多的火災。[67][68][69]

### 走山
- 2020年12月4日，新北市瑞芳區臺灣鐵路管理局宜蘭線瑞芳－猴硐間（K12+233）路段因連續豪雨造成大規模邊坡滑動，無人受傷，但使得宜蘭線東西正線完全中斷[70]，並於於2021年的2月3日清晨完成全段雙線搶通[71]。
- 2021年8月7日，苗栗縣台灣高速鐵路（台灣高鐵）臺中站－苗栗站間（TK126+100[72]）路段，因連續豪雨而造成邊坡滑動的交通意外事故[73]使得路線台中站至苗栗間雙向停駛，在高鐵全力搶修後，8月8日恢復單線單線通車[74]。邊坡坍塌總長度約100公尺[75]是台灣高鐵自通車14年來，最嚴重的一次走山事故[76]。8月20日起苗栗至台中路段恢復雙線雙向運轉[77]。

### 傳染病
- 嚴重急性呼吸系統綜合症冠狀病毒2型
- 嚴重特殊傳染性肺炎
  - 2019冠狀病毒病疫情
    - 2019冠狀病毒病臺灣疫情
      - 嚴重特殊傳染性肺炎臺灣個案

## 逝世
- 2020年1月2日：沈一鳴，62歲，中華民國空軍一級上將，時任中華民國參謀總長，因發生直升機空難罹難。
- 2020年3月30日：郝柏村，100歲，中華民國軍事、政治人物，中華民國陸軍退役一級上將，曾任中華民國行政院院長、中華民國國防部部長等職。
- 2020年7月30日：李登輝，97歲，臺灣政治人物，前中華民國總統，因敗血性休克及多重器官衰竭病逝於臺北榮民總醫院。[78]
- 2023年2月5日：星雲大師，96歲，臺灣漢傳佛教比丘，佛光山、國際佛光會創辦人[79]。
- 2024年8月4日：李政道，97岁，美籍华裔物理学家，诺贝尔物理学奖得主（1957年）[80]。
- 2024年8月6日：彭蒙惠（英語：Doris Marie Brougham），98歲，美國教育家和传教士，1962年在台灣創辦英語教學刊物「空中英语教室」，由於其推廣英語教育的貢獻，曾獲師鐸獎、金鼎獎、紫色大綬景星勳章等表揚[81]。